# Chalán peruano

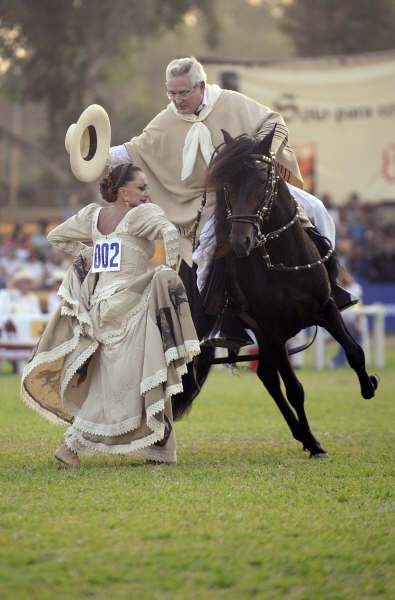
Chalán a cavalo e sua parceira, dançando marinera.

Chalán é uma figura estereotípica do ginete e rancheiro da costa norte do Peru (das regiões de Liberdade, Lambayeque e Piúra). Um arquetípico tradicionalista da estância e da região rural costeira peruana.
No Peru, trabalham na criação de bois e cavalos, sendo herdeiros da tradição de criação do cavalo peruano de passo, famoso em todo o país, mas suas fazendas se encontravam no norte de Peru. Os chalánes são figuras análogas às dos charros do México e aos demais vaqueiros da América.

## Descrição
A palavra "chalán" surgiu durante a intensa atividade dos franceses no território espanhol, especialmente na compra e venda de animais. É um galicismo no espanhol do século XVI, que deriva da palavra em francês "chaland", que significa “cliente de um comerciante”, “amigo" ou "conhecido”.
Em vários países das Américas do Sul e Central (exceto México e Chile), chalán indica o treinador de cavalos. No Peru, também descreve um perfil característico de pessoa que possui uma série de habilidades no manejo de cavalos, e também uma indumentária típica dos primeiros anos da república peruana, que é composta por camisa branca, poncho bordado, cinto e botas pretas. Além disso, chapéu-panamá e lenço branco no pescoço.

## Patrimônio cultural
Em 2021, os valores, conhecimentos e práticas do chalán de criação do Cavalo de Passo Peruano foram declarados Patrimônio Cultural Nacional do Peru. Esse conjunto de conhecimentos tem raízes populares complexas que levaram ao surgimento da técnica de treinamento "enfrenadura" (bridamento) e de um tipo especial de equitação. Um treinamento paciente e prolongado que leva o cavalo a um “andar” particular dessa raça costeira.
Em 2022, o chalán foi nomeado Patrimônio Cultural e Referência da região Andina, sendo declarado referência do patrimônio cultural, imaterial, artístico e etnográfico. A profissão está relacionada ao Cavalo de Passo, conhecido como uma das tradições culturais mais representativas da identidade nacional do Peru. Essa raça surgiu do cruzamento genético entre cavalos berbere e andaluz, que foram trazidos à América pelo Império Espanhol como ferramenta de invasão do Império Inca. A figura do Chalán aparece como o profissional especializado no manejo e na criação dessa raça.
O personagem aparece em textos literários do Século de Ouro espanhol, incluindo:
- 1669 - El licenciado Vidriera, de Miguel de Cervantes,
- 1610-1615 -  La paloma de Toledo, de Félix Lope de Vega,
- 1729 - Dicionário da Língua Castelhana, da Real Academia Espanhola,
- 1838-1843 - Memórias de Johann Jakob Tschudi.